# نظرية التوبو
تتناول نظرية التوبو Category Theory البنى الرياضية المختلفة بطريقة مجردة لتدرس خصائصها الأساسية والعلاقات المتبادلة فيما بينها وهي شديدة الصلة مع الطوبولوجيا الجبرية خصوصا في بداية نشأتها عندما تأسست من قبل صموئيل ايلينبيرغ وساوندرز ماك لين في 1945. تظهر التصانيف في جميع فروع الرياضيات وبعض فروع المعلوماتية النظرية والفيزياء الرياضية.

## خلفية حول الموضوع
دراسة التصنيفات محاولة لالتقاط ما هو شائع ومشترك في الأصناف المختلفة للبنى الرياضية المتنوعة.
ليكن لدينا الصف Grp من الزمر groups المؤلفة من جميع الغراض التي لها «بنية مجموعة» "group structure". بشكل أكثر تحديدا، Grp تتألف من جميع المجموعات G المزودة بعلاقة ثنائية والتي تحقق مجموعة من البدهيات axiom. وعن طريق مجموعة البدهيات تلك يمكن للمرء استنتاج مجموعة من المبرهنات حول الزمر. فمثلا من المسلمات الأساسية يمكن الاستنتاج مباشرة أن العنصر الحيادي identity element للزمرة يكون وحيدا.
وبدلا من التركيز على الأغراض المفردة (الزمر) التي تمتلك نفس الخواص والبنية، كما تفعل النظريات الرياضية عادة، تحاول نظرية التصنيف ان تركز على انحفاظ الشكل morphism - أي العمليات المحافظة على البنية - بين مختلف الأغراض. وقد تبين من دراسة انحفاظات الشكل أنها تمكننا من معرفة المزيد حول بنية الأغراض ذاتها (الزمر هنا). انحفاظات الشكل morphisms هنا هي تشاكل الزمر group homomorphism. تشاكل الزمر بين زمرتين «هو ما يحفظ بنية الزمرة» بشكل دقيق - أي أنه إسقاط دقيق لزمرة على أخرى، غنع «عملية» تأخذ الزمرة إلى زمرة أخرى. ومجمل المعلومات حول بنية الزمرة الأولى تصبح في الزمرة الثانية. دراسة تشاكلات الزمر تؤمن وسيلة ممتازة لدراسة الخواص العامة للزمر ونتائج بدهيات الزمر.